# Red Baron
Red Baron ("Barão Vermelho"; em japonês: レッド バロン, Reddo Baron) é uma série anime japonesa criada por Akio Sakai e produzido pela empresa Nippon TV. É um remake da série de sucesso Super Robot Red Baron de 1973.[carece de fontes?]

## História
A história se passa em 2020, onde os avanços tecnológicos para dar lugar à construção de grandes robôs controlados por humanos. Neste contexto, a humanidade é fascinada por um grande evento desportivo conhecido como "Combates de Robôs", onde vários adversários humanos competem uns contra os outros, dirigindo robôs enormes, onde o vencedor é aquele que conduz com maior precisão e força para os robôs. Mas na sombra deste torneio, não esconde a mão do mal de uma organização criminosa chamada "O Máscara de Ferro", que constantemente almeja usar os robôs para seus propósitos malignos. A história começa com Sally Saeba (nome de "Shoko Saeba" na dublagem da América Latina), uma criadora de robôs, que criou o robô, a quem ela chama de "O Barão Vermelho", que tem força  sobre-humana (embora fosse construído, Sally era contra deixar o Barão Vermelho participar de lutas); A organização "A Máscara de Ferro" sequestra o pai de Sally e tenta  roubar o Barão Vermelho de Sally e Robby para ser levada até a organização "O Máscara de Ferro", mas Kent Flores ("Ken Kurenai" no original), um jovem aspirante a lutador de robôs (os dois haviam se encontrado antes, em condições hostis) a salva. Kent usa o robô de Sally e ele derrota os robôs da organização "O Máscara de Ferro". Kent posteriormente, entra em uma luta envolvendo "Guerra de Robôs", para se tornar campeão, causando a ira e inveja da organização "O Máscara de Ferro" e iniciando uma batalha, onde muitos lutadores da organização "O Máscara de Ferro" constantemente procura derrotar e destruir o "Barão Vermelho".
A história mostra como Kent, Sally e seus amigos viajam pelo mundo derrotando adversários diferentes, tornando esta uma série cada vez mais interessante.
Ao investigar o que está por trás da organização Máscara de Ferro, Kent aprende novas técnicas de combate.
Por fim, o inimigo se torna um super computador chamado Sigma, o criador do Barão Dourado que travam a batalha final.

## Personagens
- Ken Kurenai: o piloto do "Barão Vermelho". Ele basicamente entra na Luta de Robôs para ser campeão. Ele às vezes tem seus cria-casos com Sally e Robby. No fundo ele a ama. Os dois se encontram pela primeira vez, aparentemente em condições hostís no primeiro episódio da série. (Seu nome é traduzido como "Kent Flores" na versão dublada.)
- Shoko Saeba: a criadora, engenheira e desenhista do "Barão Vermelho". No início, ela foi inflexível em não entrar nas Lutas de Robôs (dizendo que a Luta era "a coisa mais terrível"  e odiando-a), mas ela entrou depois de ver Ken lutar com nele. Ela também tem, como no episódio 40, uma paixão secreta por Kent, algo que Chatatsu Lee se recusa a acreditar, até episódios 41 e 42, quando ele finalmente admite que ela ama o Kent. (Seu primeiro nome é alterado para "Sally" na versão dublada.)
- Robby: robô amigo de Sally. Ele é basicamente o "espertinho". Seu nome é uma referência do "O Robô Robby", embora esta seja uma grande partida da descrição do Robby original.
- Isao Kumano: um crítico que conheceu Kent e foi com ele, Shoko, e Robby desde o início da série. Às vezes, tem seus cria-casos com o doutor Freud. Ele também tem uma filha, a quem Kent a salvou.
- Komei Ryu:  é o cozinheiro de Kent e Sally. Ele é o piloto de Shinron (Jin-Riyu na versão dublada). Ele basicamente é o cérebro da equipe "Barão Vermelho". Ele se apaixona por Marilyn.
- Chatatsu Lee: rival de Komei e também seu melhor amigo. Ele teve uma briga com Komei por causa de uma garota que eles conheciam, um mal entendido. Ele pilota o Kung-Fu Tigre. Ele também tem uma queda por Sally.

Secundários
- Hashmikov: Um lutador russo que se torna amigo de Sally e Kent. Ele pilota o robô "Rei Urso".
- Orjin e Norman: Eles são o auto-proclamado "Irmãos Viking". Odin e Norman pilotam a "Rei Espada" e "Rei Ox".

Antagonistas
- Kaizer/Tetsuro Saeba: pai de Sally. Ele foi supostamente seqüestrado pela organização "O Máscara de Ferro", no entanto, este é apenas uma façanha, já que ele era apenas possuído pelo Computador Sigma. Ele também foi o superintendente da Batalha Real, para manter seu paradeiro oculto. Como Kaizer, ele basicamente ordenou seu exército para capturar tanto Sally e "Barão Vermelho". Ele basicamente empregou seus três capangas para tentar levá-la, mas como estes falharam, ele foi obrigado a demiti-los, substituindo-os por Shadow. Sua identidade foi revelada no episódio 33, ao qual Sally reagiu de uma forma chocada. Ele confessou a Sally a extensão de seus crimes uma vez que ele estava possuído pelo Computador Sigma. Sally suplicou-lhe para voltar, mas recusou, porque tinha uma tarefa a fazer: destruir o computador Sigma. Ele supostamente morreu quando o computador Sigma estava sendo destruído, mas, na realidade, ele sobreviveu, junto com o computador Sigma em uma passagem subterrânea, que depois ganhou duas identidades separadas: um macho e uma fêmea. Ele ajudou Kent e os outros nos episódios finais na destruição do Computador Sigma.
- Dra. Marilyn: a única mulher da organização "O Máscara de Ferro". Ela muitas vezes tem cria-casos com Asimov, Freud, Sally (embora não tão freqüentemente quanto com os outras duas) e Robby (uma vez). Ela pilota o robô Venus. Ela se apaixona por Komei. No fim da série, ela, junto com Asimov Katoki, Orjin, Norman, e Hashnikov, ajudam a salvar Sally do Computador Sigma, até que se sacrifica com Komei. Como foi revelado no episódio 49, ela e os outros 4 foram usados como uma fonte de energia para Sigma e o Falso Kent até que decidiram parar de usá-los e os jogaram ao mar; era apenas pelos esforços de Kumano e Freud que os 5 poderiam ser alcançados e ajudados a tempo. Ela enfrentou Kent no episódio 27 com seu robô Venus.
- Dr. Asimov: um dos cientistas da organização "O Máscara de Ferro". Ele tem um filho, que enfrentou Kent no episódio 28. Ele e seu filho, ambos pilotam o robô Jaguar Negro. Ajuda a salvar Sally do Computador Sigma, até que se sacrifica para destruir o Computador Sigma. Como foi revelado no episódio 49, ele, junto com Marilyn, Orjin, Norman, e Hashnikov, foram usados como uma fonte de energia para Sigma e o Falso Kent até que decidiram parar de usá-los e os jogaram ao mar; era apenas pelos esforços de Kumano e Freud que os 5 poderiam ser alcançados e ajudados a tempo.
- Dr. Freud: outro cientistas da organização "O Máscara de Ferro". Tem cria-casos com Kumano no fim da série.
- Shadow: rival de Kent na infância. Ele pilota Barão Dourado. Ele faz sua primeira aparição no episódio 30. Ele é obcecado por ver o verdadeiro poder do "Barão Vermelho".
- Computador Sigma: O computador que possuía Tetsuo Saeba. Ele voltou com uma vingança depois que ele foi destruído e sequestraram Sally enquanto ela dormia. Ela é despida e colocada em um tubo. Eles a usaram como isca para atrair Kent para que eles pudessem matá-lo e tomar cérebro de Kent e do Barão Vermelho. É destruído definitivamente por Komei, Chatatsu e Shadow e finalizado pelo golpe final de Kent no episódio final.
- Falso Kent: o falso Kent, criado pelo Computador Sigma.

## Episódios
| Título original                                | Kanji                                            | Romanizado                                      | Título no Brasil                  | Robô de Combate    | Resumo |
| ---------------------------------------------- | ------------------------------------------------ | ----------------------------------------------- | --------------------------------- | ------------------ | ------ |
| O surgimento do mais poderoso robô!            | 最強 ロボ 現 わる! (ガルーダ EZ)                 | 1 ROBO Saikyo genwaru! (Garuda EZ)              | Surge um robô formidável          | Garuda EZ          |        |
| Derrote o campeão!                             | 倒せ!チャンピオン (ガルーダ EZ, アブドーラ X)    | Taos! CHANPION (Garuda EZ, ABUDÔRA X)           | A batalha pelo campeonato         | Jin-Riyu, Abdora X |        |
| Vença-o! A devastadora técnica                 | 決めろ!必殺 パンチ (コブラ)                      | Kimera! HISSATSU panchi (KOBURA)                | O golpe da morte                  | Cobra              |        |
| A natalha decisiva! O inferno de magma         | 决 戦!マグマ 地獄 (アイアンクロー)               | Kessen! MAGUMA jigoku (AIANKURÔ)                | Batalha no Havaí                  | Iron Claw          |        |
| Derrote! O assassino aéreo                     | ROUND.5 やぶれ!空中 杀 法 (イーグル)             | Jabbur! Kuchu Yahoo (ÎGURU)                     | Surpresa em Las Vegas             | Águia              |        |
| Terror! A tentação da pequena sereia           | 恐怖!人魚 姫 の 誘惑 (セイ レーン)               | Kyofu! Ningyohime no yûwaku (SEIR)              | O fascínio da sereia              | Sirena             |        |
| Um velho inimigo! Desafio do deus dragão       | 宿敌!神 龍 と の 対決 (ジャミング)               | Shukuteki! Shinron para no taiketsu (JAMINGU)   | O rapto do Barão Vermelho         | Espremido          |        |
| A armadilha da geleira                         | 脱出!氷河 の 罠 (ニードル)                       | Dasshutsu! Hyouga wana no (NÎDORU)              | Reunião na neve                   | Sting              |        |
| O diabo do deserto                             | 灼热!砂漠 の 悪魔 (モール)                       | Shakunetsu! Sabaku no Akuma (Moru)              | Duelo na Areia                    | Peito              |        |
| Ruja! A nova técnica devastadora               | うなれ!新 必杀技 (ゼウス)                        | Unare! Shin HISSATSU waza (ZEUSU)               | O confronto com Zeus              | Zeus               |        |
| Potência! O grande urso da Sibéria             | 怪 力!シベリア の 巨熊 (ビッグ ベア)             | Kairiki! SHIBERIA no? (BEA BIGGU)               | A batalha contra o Grande Urso    | Big Bear           |        |
| Surpresa! A misteriosa dança da morte          | 幻惑!謎 の 大 魔術 (マハラクィーン)              | Genwaku! Nazo no Majutsu dai (MAHARAKUÎN)       | Um Adversário do Leste            | Rei Mahara         |        |
| Selva! O inimigo invisível                     | 密林!見えない 敵 (カメレオン)                    | Mitsurin! Mienai Teki (KAMEREON)                | Um Inimigo Invencível             | Camaleão           |        |
| Vá! O robô mais forte do mundo                 | 決めろ!世界 最強 ロボ                            | Kimera! Sekai ROUBO Saikyo                      | O Robô mais Formidável do Mundo   |                    |        |
| A grande natalha! Deus Dragão contra Tigre     | 恋 が たき! VS 神 龙 タイガー                    | Koi ga taki! VS Shinron TAIGA                   | A Batalha Final - Parte I         |                    |        |
| Apareça! O Barão falso                         | 出现!に せ バロン                                | Shutsugen! Nise BARON                           | A Batalha Final - Parte II        |                    |        |
| Choque! Barão contra o Tigre                   | 激 突! VS バロン タイガー                        | Gekitotsu! BARON VS TAIGA                       | A Luta Desigual                   |                    |        |
| O Barão Vermelho contra os Irmãos Vikings      | 対 决!バロン バイキング 兄弟 VS                  | taiketsu! BARON VS BAIKINGU Kyodai              | A Emboscada Fatal                 |                    |        |
| A Ilha do Dragão! A última batalha decisiva!   | ドラゴン 島!最後 の 決戦!                        | para Doragon! Saigo no Kessen!                  | O Barão Falso                     |                    |        |
| Por que? Kent contra o Barão Vermelho?         | なぜ だ!? VS 拳 バロン                           | Naze da!? Ken VS. BARON                         | A União Faz a Força               |                    |        |
| A espada mágica! Samuraider                    | 魔 剣!サム ライダー (サム ライダー)              | Maken! Samur (Samur)                            | A Batalha Samurai                 | Samuraider         |        |
| Horror! O concerto da morte                    | 戦 栗!死 の コンサート (音符 ロボ)               | Senritsu! Shi KONSÂTO (ROBO Onpu)               | O Concerto Mortal                 | Robô Score         |        |
| A Deusa do Sol e da Lua                        | 伝 说!月 と 太陽 の 女神 (双子 ロボ)             | Densetsu! Tsuki a Taiyo no Megami (Futago ROBO) | A Lenda do Sol e da Lua           | Robôs Gêmeos       |        |
| Proteja o Sonho das Crianças                   | 守れ!子供 たち の 夢 (ワットキング)              | Mamoré! Kodomotachi Yume no (KINGU Watt)        | O Sonho das Crianças              | King Wat           |        |
| Derrote! O Assassino de Hollywood              | 倒せ!ハリウッド の 刺客 (エレミネーター)         | Taos! HARIUDDO não shikaku (EREMINÊTÂ)          | Assassino de Hollywood            | O Eliminador       |        |
| Jogo Mortal! A Batalha Real                    | 死 闘!バトル ロイヤル (アルファ, ベータ, ガンマ) | Shitou! BATTLE ROYALE (Arufe, GANM, BETA)       | A Armadilha do Trio Cruz do Sul   | Alfa, Beta e Gama  |        |
| Marilyn! O desafio final                       | マリリン! 最後の挑戦                             | MARIRIN! Saigo no chôsen                        | O Desafio de Marilyn              | Vênus              |        |
| Segredo! O Ás na Manga de Asimov               | 秘密!アシモフの切札                              | Himitsu! ASHIMOFU no Kirifuda                   | A Última Atuação de Asimov        | Jaguar Negro       |        |
| Freud! O Teste Para aniquilar o Barão Vermelho | フロイト! バロン抹殺指令                         | FUROITO! BARON Shirei massatsu                  | Freud Destrói o Barão Vermelho    |                    |        |
| Aparença! Barão Dourado                        | 出现!ゴールド バロン                             | Shutsugen! BARON Gorudo                         | A Batalha Mortal                  | Apolo              |        |
| Choque! O Mais Poderoso Rival                  | 激闘! 最強のライバル                             | Gekitô! Saikyo no RAIBARU                       | O Inimigo Mais Temível            | Barão Dourado      |        |
| Destruído! A Morte do Barão                    | 破壊! バロンの死                                 | Hakai! BARON no shi                             | A Morte do Barão                  |                    |        |
| Surpresa! Verdadeira Identidade de Kaizer      | 意外! カイザーの正体                             | Igai! KAIZEN no Shotai                          | A Verdadeira Identidade da Kaiser |                    |        |
| Ameaça! A Maior Operação na História           | 胁 威!史上 最大 の 作戦                          | Kyôi! Shijo no Sakusen saidai                   | Uma Ótima Estratégia              | Sodom              |        |
| Destino! Kaizer Contra o Barão Vermelho        | 宿命! カイザーVSバロン                           | Shukumei! KAIZER VS BARON                       | Kaiser Contra o Barão Vermelho    |                    |        |
| Invasão! Um Novo Inimigo                       | 来!新たなる敵                                    | Shûrai! Aratanaru Teki                          | Um Novo Inimigo                   |                    |        |
| Assalto! A Torre Sigma                         | 突撃! シグマタワー                               | Totsugeki! SHIGUMA TAWA                         | A Torre Sigma                     |                    |        |
| Sacrifício! Os irmãos Vikings                  | 犠牲! バイキング兄弟                             | Gisei! BAIKINGU Kyodai                          | O Sacrifício dos Irmãos Vikings!  |                    |        |
| Monstruosidade! Os Barões Monstros             | 丑悪! バロンもどき                               | Shûaku! BARON Modoki                            | Os Barões Monstros                |                    |        |
| Lâmpejos! A Última Técnica do Estilo Dragão    | 闪光!究 极超绝龙                                 | Senka! Chôuzetsu ryu Kyûkyoku                   | O Sacrifício de Koumei            |                    |        |
| Horripilante! A Mãe do Barão                   | 惊愕!マザーバロン                                | Kyûgaku! MAZA BARON                             | O Grande Barão                    |                    |        |
| Fuga! A Torre Sigma                            | 脱出! シグマタワー                               | Dasshutsu! SHIGUMA TAWA                         | A Fuga                            |                    |        |
| Torpedo! O Deusa do Vento e o Deus do Trovão   | 雷撃! フージン, ライジン                         | Raigeki! Fujin Raijin                           | Dois Novos Inimigos               |                    |        |
| O quê?! O Falso Ken                            | なに!もう一人の拳                                | Nani! Mô hitori no Ken                          | O Outro Kent?                     |                    |        |
| A Volta do Poder Psíquico!                     | 蘇れ!サイコパワー                                | Yomigaere! SAIKOPAWÂ                            | O Poder Duplo                     |                    |        |
| Grande Erupção! Batalha no Monte Fuji          | 大 喷火!富士 山麓 の 決闘                        | Daifunka! Fujisan kette no Fumoto               | A Grande Erupção                  |                    |        |
| Exército Solitário! Derrote o Barão da Morte   | 孤军! デスバロンを倒せ                           | Kogun! DESU BARON wo Taose                      | Destruição ao Barão da Morte      |                    |        |
| Ressussite! O poder da amizade                 | 活! 友情の力(パワー)                             | Fukkatsu! Yujo chikara não (PAWAA)              | O Poder da Amizade!               |                    |        |
| Calor Ardente!                                 | 熱く! 燃えるぜ!                                  | Atsuku! Moeru ze!                               | Forjado Como o Fogo               |                    |        |

## Elenco
- Kappei Yamaguchi: Kent Flores (Ken Kurenai)/O Falso Kent (episódios 41-49).
- Rie Iwatsubo: Shoko (Sally) Saeba
- Rin Mizuhara/Yoshiko Kamei/Teiyū Ichiryūsai: Robb
- Naoki Tatsuta: Isao Kumano
- Kaneto Shiozawa: Kômei Ryû
- Ikuya Sawaki: Kaizer/Tetsuo Saeba; narrador
- Yuko Kobayashi: Dra. Marilyn
- Ginzo Matsuo: Dr. Asimov
- Chafurin: Dr. Freud
- Daiki Nakamura: Shadow
- Wataru Takagi: Chatatsu Sumomo
- Urara Takano: Lady Marcelle
- Masashi Sugawara: Hashmikov
- Hirohiko Kakegawa: Odin/Orjin; Dono da Associação da Luta de Robôs
- Masaki Aizawa: Norman
- Run Sasaki: Sigma (voz femenina)
- Masaharu Satō: Sigma (voz masculina)
- Wakana Yamazaki: Oficial femenina

## Elenco brasileiro
- Don Donini: Ken Kurenai, Chatatsu Lee, Dr. Freud
- Marta Rhaulin: Shoko Saeba
- Alex Teixeira: Kômei Ryû, Dr. Asimov, Shadow, Tetsuo Saeba/Kaizer, Isao Kumano
- Elizabeth Barros Costa: Dra. Marilyn